# Breite Straße (Köln)

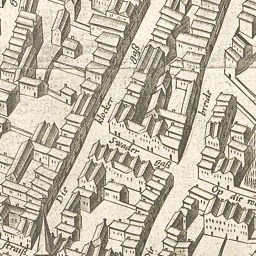
Arnold Mercators Kölner Stadtansicht von 1570 – Breite Straße („die breide straiß“) und Glockengasse („klockergaß“) in der Höhe der heutigen Schwertnergasse („swadergaß“)

Breite Straße (auf Kölsch: Brëitstroß) ist der Straßenname einer geschichtsträchtigen Straße in der Kölner Altstadt-Nord. Sie erstreckt sich vom Kolpingplatz bis zur Apostelnstraße und verläuft in Ost-West-Richtung.

## Entstehungsgeschichte
Die heutige Breite Straße kann auf eine bis zur Römerzeit zurückgehende Geschichte zurückblicken.

### Römerzeit
Die Breite Straße war ursprünglich die breiteste Straße innerhalb der Stadtmauer Kölns und ist römischen Ursprungs. Sie diente als römische Heerstraße, die vom Rhein durch das Ehrentor „porta Herae“ nach Gallien führte und hieß zunächst „In lata platea“ oder „Platea lata“. Sie war 50 römische Fuß (14,80 Meter) breit und hat ihre ursprüngliche Linienführung erhalten. Von Breite Straße bis Schildergasse konnten allerdings relativ wenig Spuren der römischen Bebauung nachgewiesen werden, vereinzelt stieß man auf Gruben mit Spuren des augusteischen Straßennetzes. Das lässt auf eine Anlegung der „lata platea“ zwischen 31 vor Christus und 14 n. Chr. schließen. Eine im Jahre 1954 in heutiger Nr. 100 ausgegrabene, in West-Ost verlaufende Rinne hatte eine Breite von 22,50 Metern.
Die Breite Straße war neben den Hauptachsen – dem cardo maximus (die Nord-Süd-Achse, heutige Hohe Straße) und dem decumanus maximus (die Ost-West-Achse, heutige Schildergasse) – eine der ältesten Straßen der antiken CCAA und die ursprüngliche „Ehrenstraße“ dieser Zeit, benannt nach der Ehrenpforte. Die Straße verlor ihren Namen erst im Mittelalter durch ihre westlich stadtauswärts führende Verlängerung, die heutige Ehrenstraße. Aber auch die heutigen Straßen Unter Sachsenhausen (zwischen 1183 und 1233), Severinstraße (Urkunde aus 1261) und Marzellenstraße hießen damals „lata platea“.

### Mittelalter

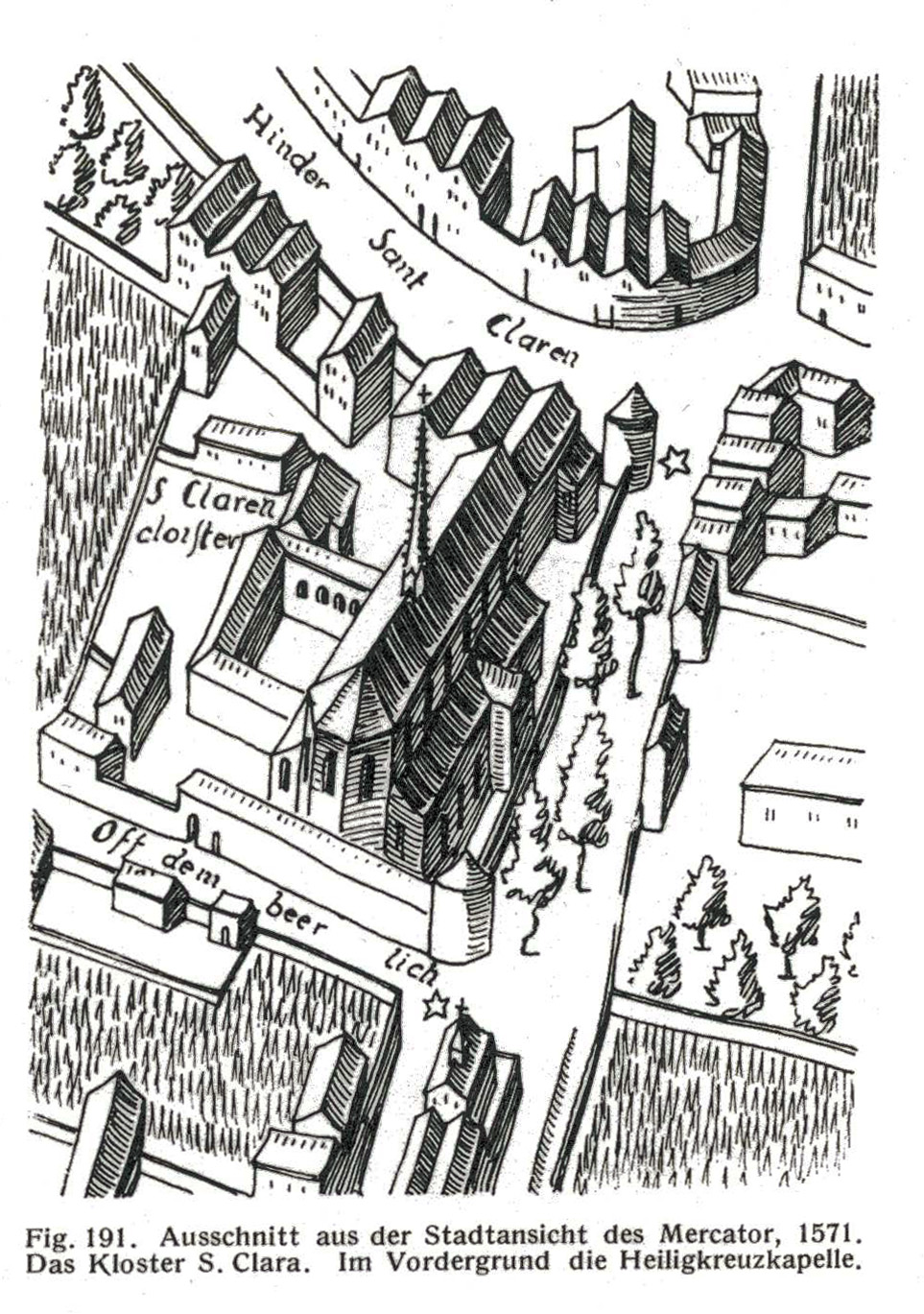
Klarissenkloster Sankt Clara

Im Mittelalter übersetzte man die „lata platea“ wörtlich mit „Breiderstraissen“, „breidere straissin“ oder „up der breyderstraissen“, die Auf dem Berlich begann und nach Osten führte. Einige Bürger nannten sich nach der Straße, so etwa der Brauer („braxator“) E(c)kbert de lata platea (er lebte vor 1302), ein Gerhard auf der Breiderstrassen (lebte zwischen dem 1. Mai 1289 und dem 26. Februar 1302) oder der 1324 erwähnte Kölner Bürger „Hermann von der Breite Straße“. Auf der Breite Straße befand sich zwischen 1165 und 1452 eine von etwa zwei Dutzend öffentlichen Badestuben (baitstoven), so etwa die „Krele“ (1392).
In heutiger Breite Straße 6 lag Haus „de Coggone“ (zur Kogge oder auch „de Kocgen“) des Teodericus Sapiens. Es wurde später durch 3 nebeneinander gebaute Häuser in Nr. 4–8 unter dem Namen „Haus Troya“ (Troien oder Troyen) zusammengefasst. Das große Anwesen übernahm Tuchhändler Heinrich von Gozelin (1250–1311) im Jahre 1294 zu 1/3 und 1295 ganz von den Eheleuten Heinrich und Aleyd (Adelheid) Schalle gegen einen jährlichen Erbzins von 6 Mark in Erbleihe. Unmittelbar daneben (Nr. 10) lag Haus „Ichendorp“ (Ychendorp), das Matthias vom Schaf (Thijs vanme Schaiffe) gehörte. Ein Haus „Zum Esel“ (ad Asinum; „zum Eysell“) ist seit 1297 in Nr. 126 als Eigentum der Erbin Godelivis vom Esel (de Asino) belegt, das 1435 in einem Erlass des Magistrats als Hopfenbrauerei „zum Esel auf der Ehrenstraße“ auftauchte; hieraus leitet das heutige Gasthaus Bier-Esel seinen Ursprung ab. Das Haus „Ad amplum hostium“ („zum großen Feind“) Breite Straße/Auf dem Berlich erschien in den Schreinsbüchern am 9. August 1379. Das „Haus Dänemark“ in Nr. 37 gehörte der vermögenden Gertrud von Dänemark, ein Haus „zome Schatzavel“ („zome schaitzauwel“) wird um 1499 erwähnt. Das Haus Kronenberg (Cronemberch) in Nr. 101 gehörte Tilmann Kronenberg, „zo der steinen Kemenaden“ (de Cemenata) stand in Nr. 159 / Ecke Schwertnergasse. Das „Brauhaus zum Palast“ lag auf der Breite Straße zwischen Langgasse und Röhrengasse. In Arnold Mercators Kölner Stadtansicht von 1570 hieß sie schließlich „breide straiß“.
Auf der Breite Straße gab es drei Konvente. Der westlich unweit der Römermauer (Nr. 76) gelegene Beginenkonvent Graloch (oder Grauloch) wurde 1323 durch Priester Hermann Kneiart für 12 Beginen errichtet und bekam im Laufe der Zeit verschiedene Namen, so ab 1416 „St. Anna zum obersten Lämmchen“ („zom Lempgen“). Dieser erhielt 1484 die franziskanische Drittordensregel. Der östlich gelegene Beginenkonvent Sebrecht hieß zur Unterscheidung „St. Anna zum untersten Lämmchen“ und wurde 1288 durch Priester Hermann Bischof als Hospital Heiligkreuz („hospitalis sti. Joannis Baptistae in platea lata Coloniae“) in Nr. 123–127 gegründet, wird um 1390 als Pilgerherberge geführt und erhielt um 1500 die Drittordensregel. Durch die Fürsprache des Kurfürst-Erzbischofs Maximilian Heinrich von Bayern erlangten die Ursulinen unter Anna Maria de Heers 1640 die Erlaubnis zum Kauf des Hauses „Landscron“ in der Breite Straße 164. Ihr Haus „Landscron“ war später baufällig geworden, so dass sie 1650 zum Domhof umzogen.
Das Klarissenkloster Sankt Clara wurde 1306 bezogen und lag im Bereich Auf dem Berlich („off dem beerlich“) / Zeughausstraße / St. Apernstraße / Breite Straße.

### Von der Gründerzeit bis zum Zweiten Weltkrieg

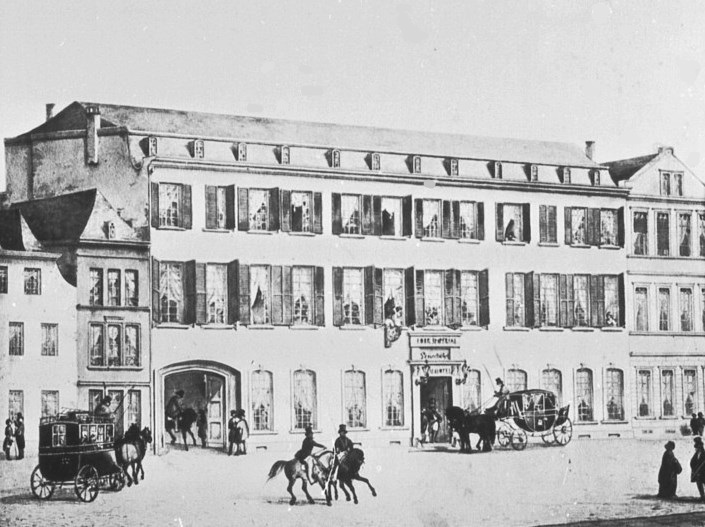
Breite Straße 36 – "Kaiserlicher Hof", Gemälde von Wilhelm Hoffmann (1843)
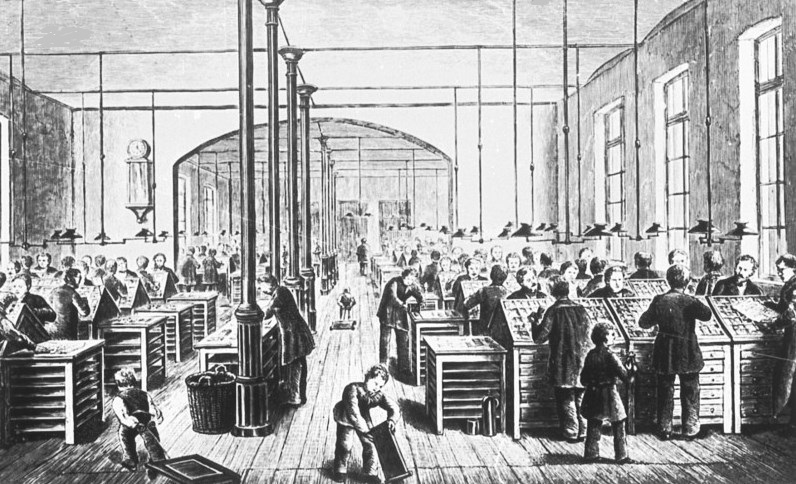
Breite Straße 70 – DuMont-Setzersaal (um 1860–1870)
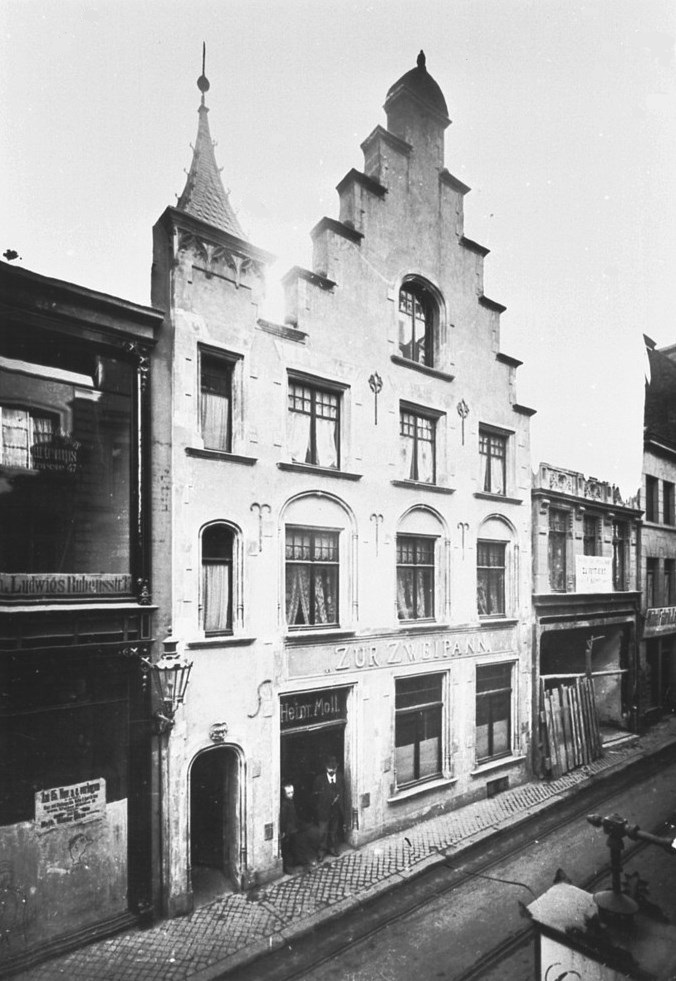
Breite Straße 17 – Zur Zweipann (um 1900)
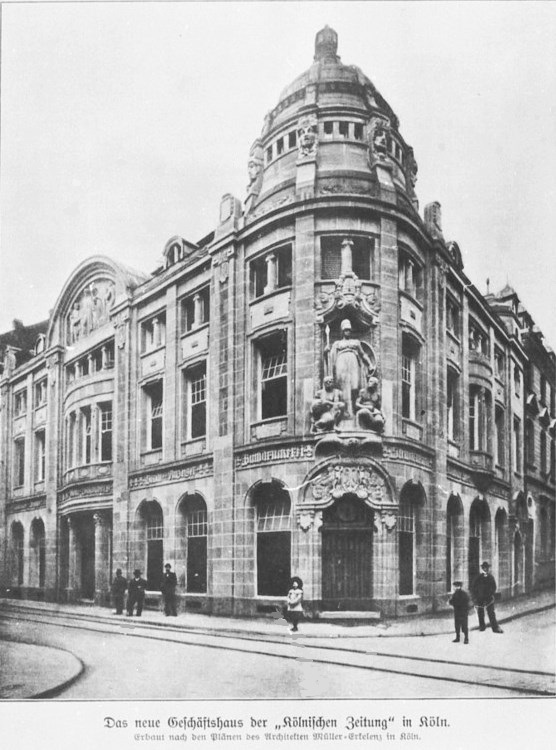
Breite Straße 62–78/Ecke Langgasse – Verlagsgebäude der "Kölnischen Zeitung" (1906)
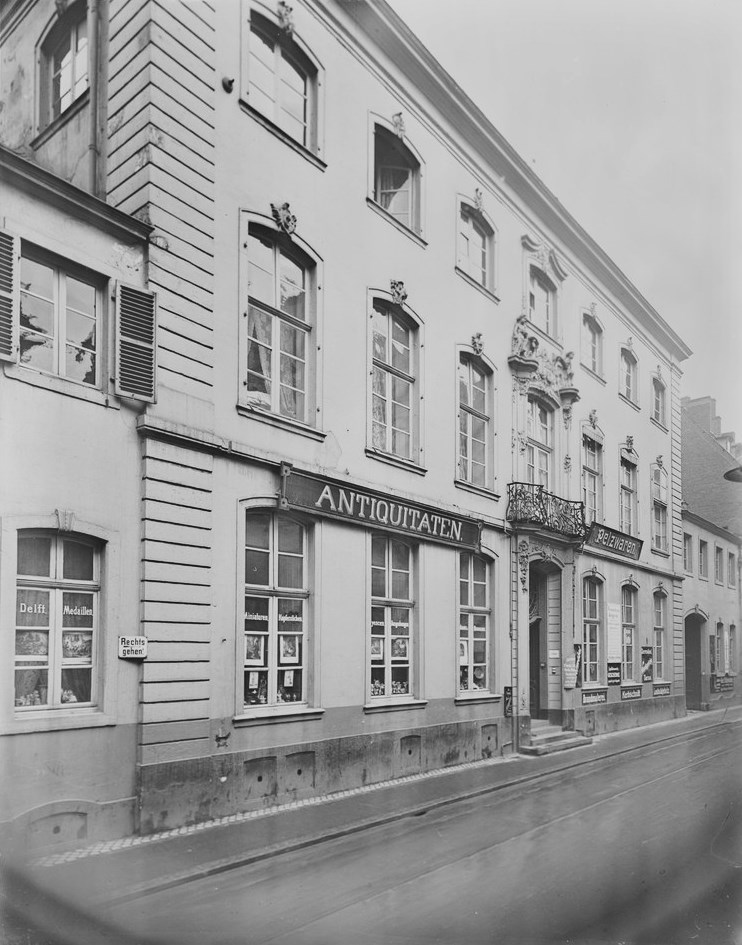
Breite Straße 92 – Geyr'sches Palais (1910)
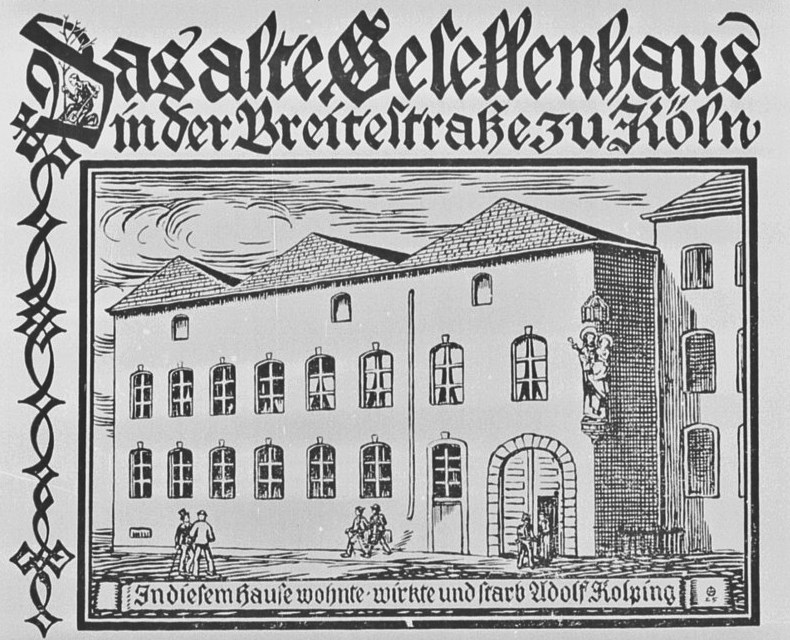
Breite Straße 106–114 – Kolpinghaus (Postkarte um 1910)
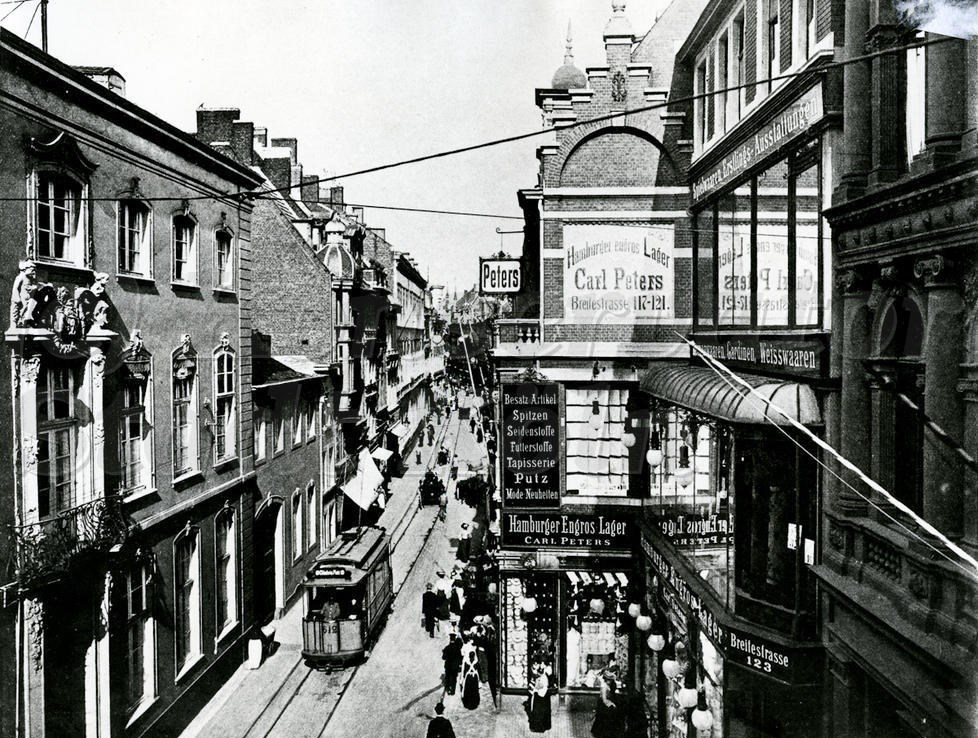
Breite Straße – Blick nach Osten (1912)

Um 1720 wurden hier Spitzgiebelhäuser errichtet wie das Brauhaus „Zur Zweipann“ in Nr. 17, dessen Name auf die hier vorhandene doppelte Sudpfanne einer Brauerei hinwies. 1763 wurde in der Breite Straße ein Zucht- und Arbeitshaus gegründet, blieb hier jedoch nur bis Juli 1767.
Das dreigeschossige Geyr’sche Palais-Hotel des Joseph Balthasar Freiherr von Geyr (1709–1784) in Nr. 92 galt als vornehmstes Stadtpalais in Köln, im Jahre 1754 im französischen Stil von Nikolaus Krakamp zusammen mit Architekt Johann Georg Leydel erbaut. Es verfügte neben zahlreichen Räumen über zwei Säle (Gobelinsaal „zum Hürtchen“), eine Dienerwohnung, Remisen und Ställe sowie einen teilweise im englischen Stil angelegten Garten. Es beherbergte während der Franzosenzeit die französische Generalität, so etwa den letzten Gouverneur von Köln, General Horace-François Sébastiani (der am 11. Januar 1814 den Befehl zum Abzug erhielt). Napoleons jüngster Bruder Jérôme Bonaparte, König von Westfalen, stieg auf dem Rückzug nach der Schlacht von Leipzig am 2. November 1813 für eine Nacht hier ab. Am 27. September 1818 logierte hier auch Fürst Metternich, am 28. September 1818 die Zarenfamilie des Alexander I. Das prunkvolle Palais wurde im Jahre 1911 abgerissen.
Der Kaiserliche Hof (Nr. 36–38) entstand 1794 durch den Umbau des Hofes von Bruno Schoeneweder (oder Schönwedder). Erbauer dieses Vorgängergebäudes „zur Lucht“ war Johann von der Lucht (van der Lüycht). Im „Kaiserlichen Hof“ logierten Prominente, so etwa im März 1806 Napoleons Schwager Joachim Murat. Im Oktober 1814 übernachtete hier der preußische Kronprinz Friedrich Wilhelm und erfuhr vom Weiterbau des Kölner Doms, am 27. September 1818 übernachtete hier Kaiser Franz von Österreich auf dem Weg zum Aachener Friedenskongress. Die Karnevalsreformer versammelten sich am Rosenmontag 1823 im „Kaiserlichen Hof“ und zogen durch die Apostelnstraße zwecks Formierung des ersten Rosenmontagszuges auf den Neumarkt. Johann Wolfgang von Goethe stieg hier im Februar 1824 während der Karnevalszeit ab, im Oktober 1825 kam Annette von Droste-Hülshoff während ihrer bis April 1826 dauernden Rheinreise. Inhaber des „Kaiserlichen Hofs“ war zu jener Zeit Hermann Disch. Der „Cour Impérial“ wurde in einem englischen Reisebuch von 1839 als „bei weitem beste Unterkunft Kölns“ beschrieben. Das älteste, noch heute bestehende Geschäft der Straße ist die 1842 gegründete „Konditorei Printen Schmitz“ (Nr. 87-91). Gründer Joseph Schmitz zog 1949 in die Breite Straße um. 

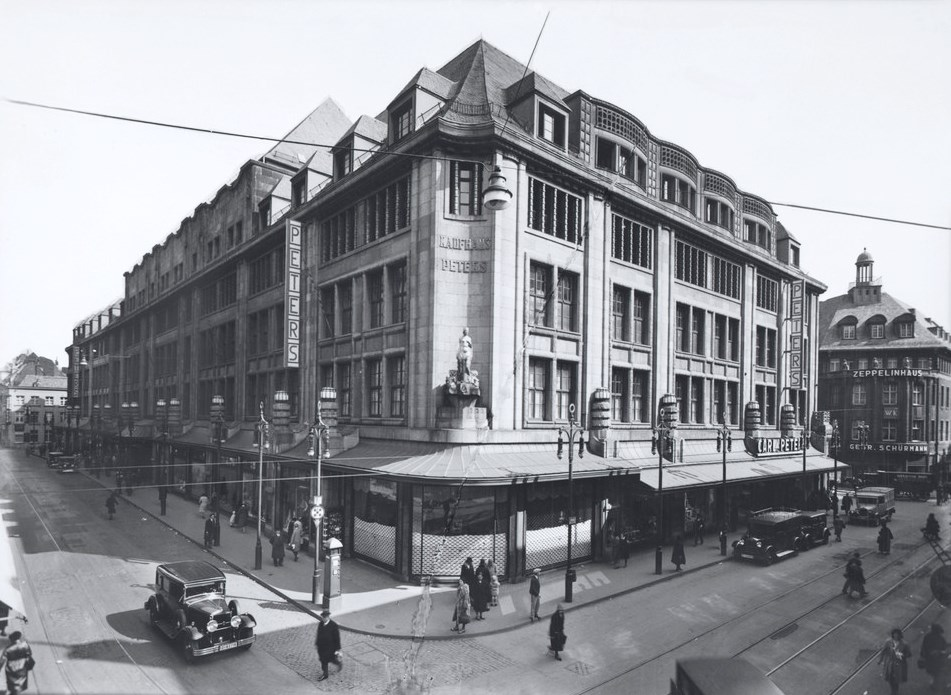
Breite Straße 103–135 – Kaufhaus Carl Peters (1914)

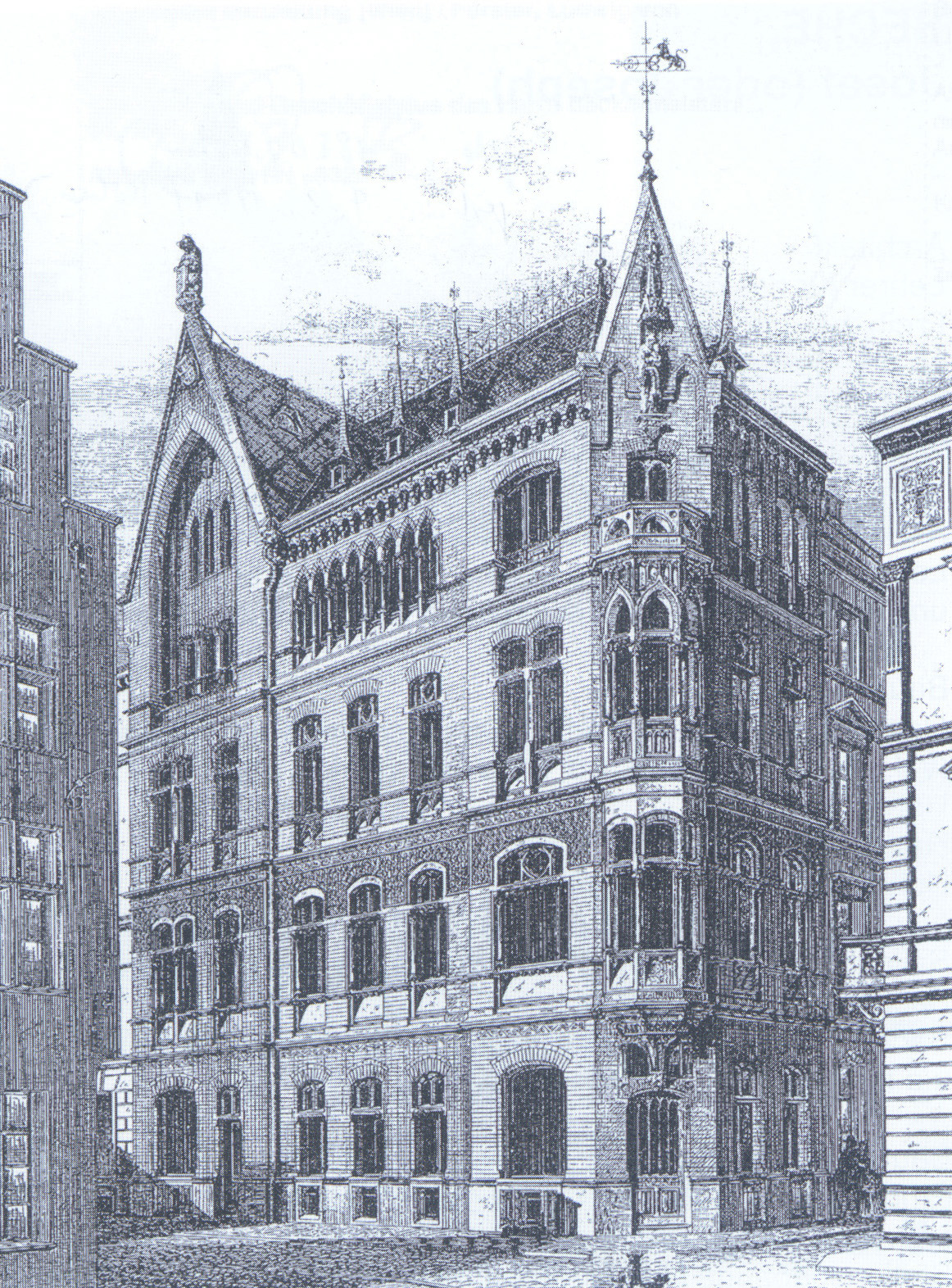
Breite Straße 132 – Wohn- und Geschäftshaus „Bäckermeister Blumacher“ (1878)

Nach dem von Ferdinand Franz Wallraf konzipierten „Itinéraire de Cologne“ trug die Breite Straße ab 1. Januar 1813 den übersetzten französischen Namen „rue largeur“. Das Grundstück in Nr. 110 wurde am 14. August 1852 von Adolph Kolping erworben und das hierauf errichtete Gebäude als „Gesellenhospitium“ am 8. Mai 1853 eingeweiht; Kolping verstarb hier am 12. April 1845. Seit dem 17. Dezember 1865 fungiert es als Ledigenheim für 120 Personen und heißt seitdem „Kolpinghaus“. Architekt Josef Seché errichtete 1878 in Nr. 132/St. Apernstraße das Wohn- und Geschäftshaus „Bäckermeister Blumacher“.
Das nach dem Unternehmer Carl Peters benannte Kaufhaus begann am 26. September 1891 in der Breite Straße 52 mit 9 Verkäufern und expandierte 1895 durch die Übernahme von zwei Etagen des Restaurants „Neue Welt“. Am 20. Juni 1895 berichtete der Kölner Stadtanzeiger, dass die „Neue Welt“ zu einem „Kölner Geschäftshaus ersten Ranges“ umgebaut worden sei. Peters erwarb 1909 an der Breite Straße drei benachbarte Grundstücke und ließ durch den Kölner Architekten Carl Moritz ab 1910 das in drei Bauabschnitten erbaute Kaufhaus Carl Peters (KCP) errichten, das an fünf Straßen grenzte (Breite Straße / Richmodstraße / Zeppelinstraße / Streitzeuggasse / Hämergasse) und 1914 eingeweiht wurde. Hier stellte Louis Blériot im Oktober 1909 nach der Flugwoche im Weidenpescher Park sein Flugzeug aus. Mit 28.000 m² Verkaufsfläche und 100 Schaufenstern war es das größte Kaufhaus Westdeutschlands jener Zeit. Das Kaufhaus Carl Peters brannte am 2. März 1945 ab, konnte aber bereits im Juni 1948 wiedereröffnet werden. Am 14. Januar 1926 eröffnete an der Breite Straße 4 der erste Laden der Einheitspreis-Handelsgesellschaft des Tietz-Konzerns unter dem Namen „Ehape“ mit 2.000 Artikeln, aus der später die Kaufhalle AG hervorging.
Cornelius Joseph Freiherr von Geyr verkaufte 1829 sein Stadtpalais in Nr. 92 dem Fiskus, der hierhin das Kölner Hauptsteueramt (Provinzial-Steuerdirektion) verlegte. Seit dem Jahre 1834 war die Oberzolldirektion für die Rheinprovinz in Nr. 92 untergebracht. Verleger Joseph DuMont, der in Nr. 70 wohnte, erwarb im März 1846 das Grundstück in Nr. 76–78 mit einer Größe von 2.584 m², im September 1847 zog sein Unternehmen von der Hohe Straße hierhin um. Im Jahre 1923 druckte der Verlag im Gebäude auf der Breite Straße unter Polizeischutz Papiergeld, am 31. Mai 1942 konnte die Werkfeuerwehr kriegsbedingte Brände löschen. Am 20. Februar 1946 nahm DuMont wieder den Betrieb auf.

## Neuzeit

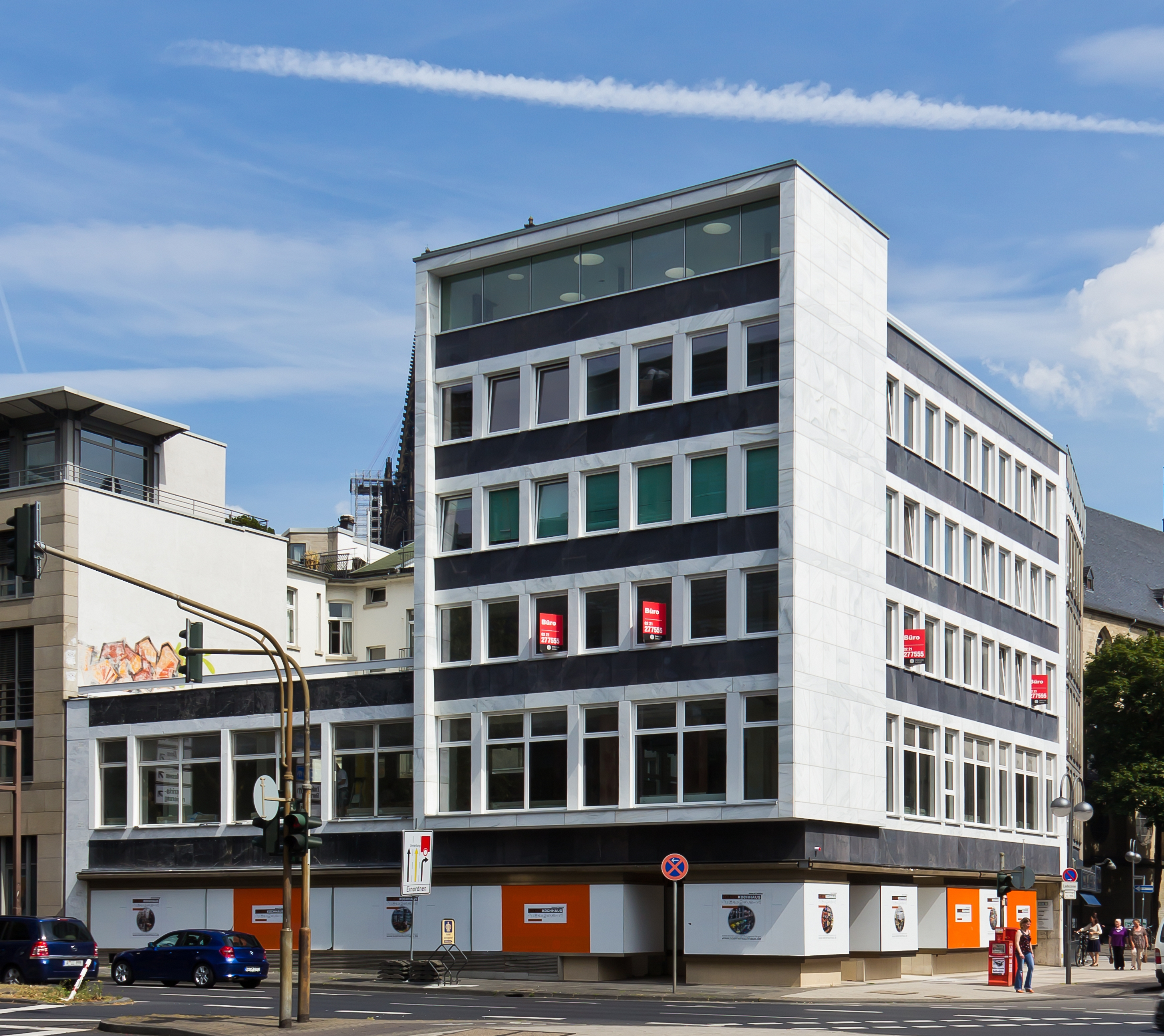
Breite Straße 2–4 – Wohn- und Geschäftshaus (erbaut 1960)
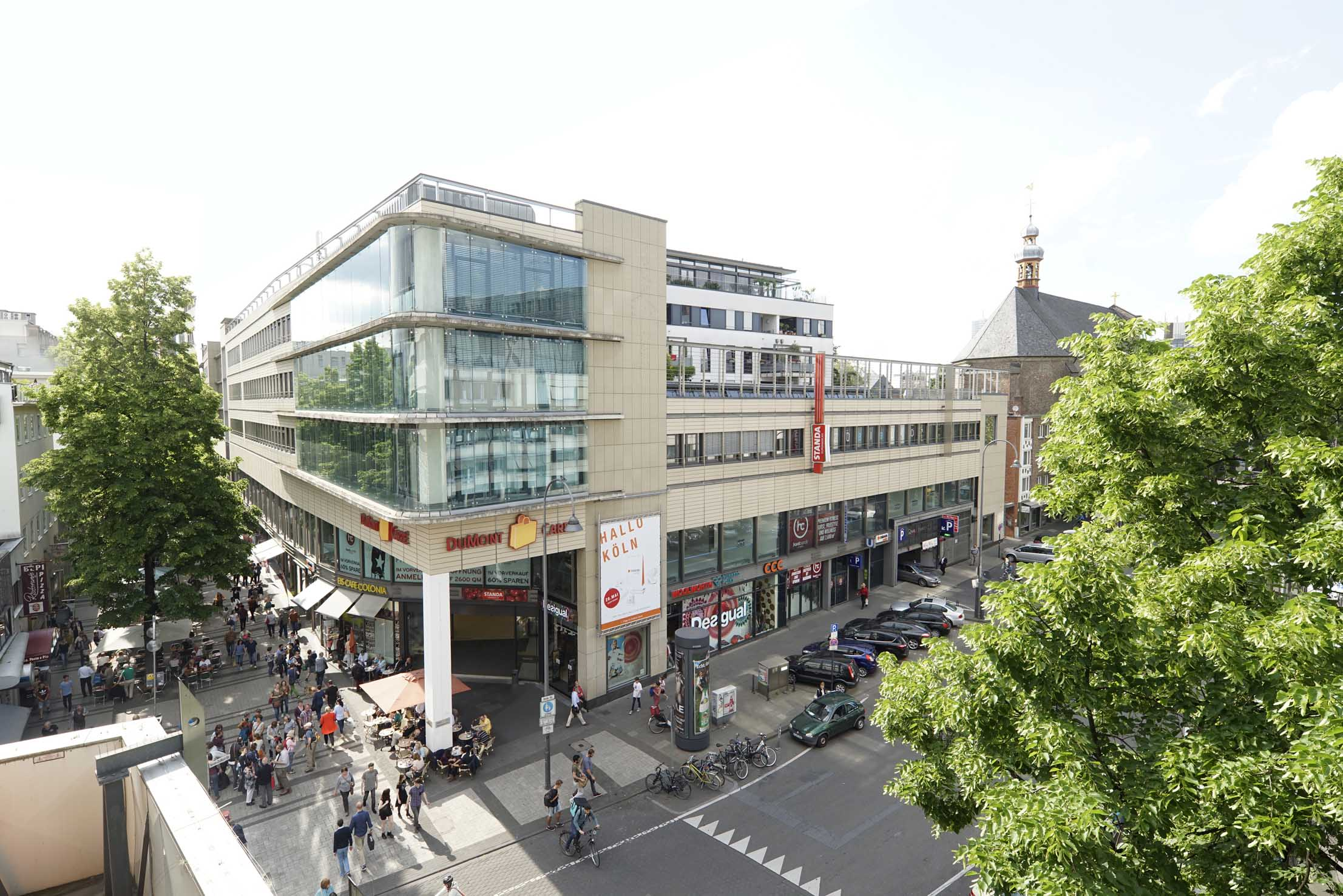
Breite Straße 80–90 – DuMont Carré (Mai 2016)
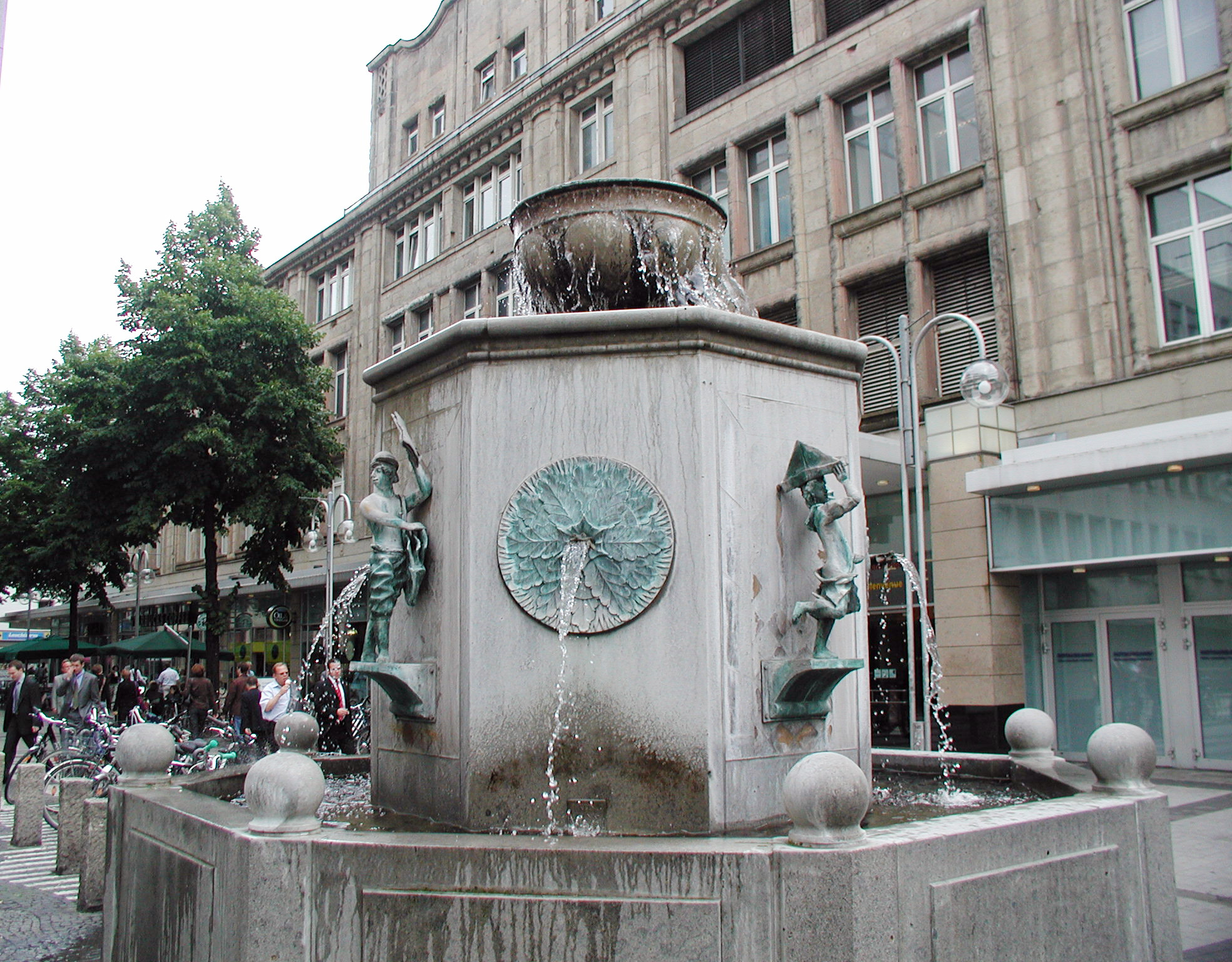
Breite Straße 90 – DuMont-Brunnen (Juli 2008)
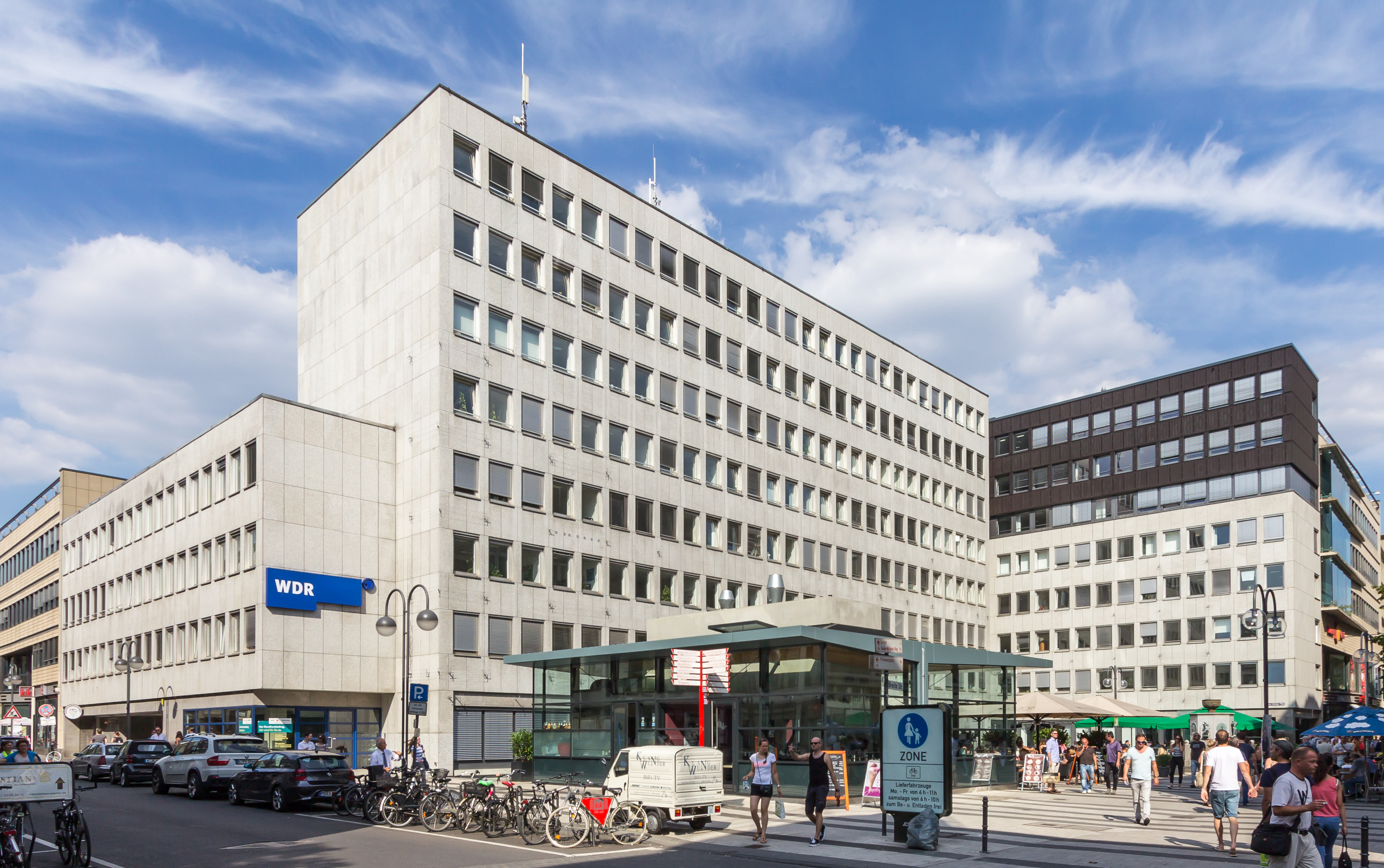
Breite Straße 92–98 – WDR „Haus Berlich“ (August 2015)
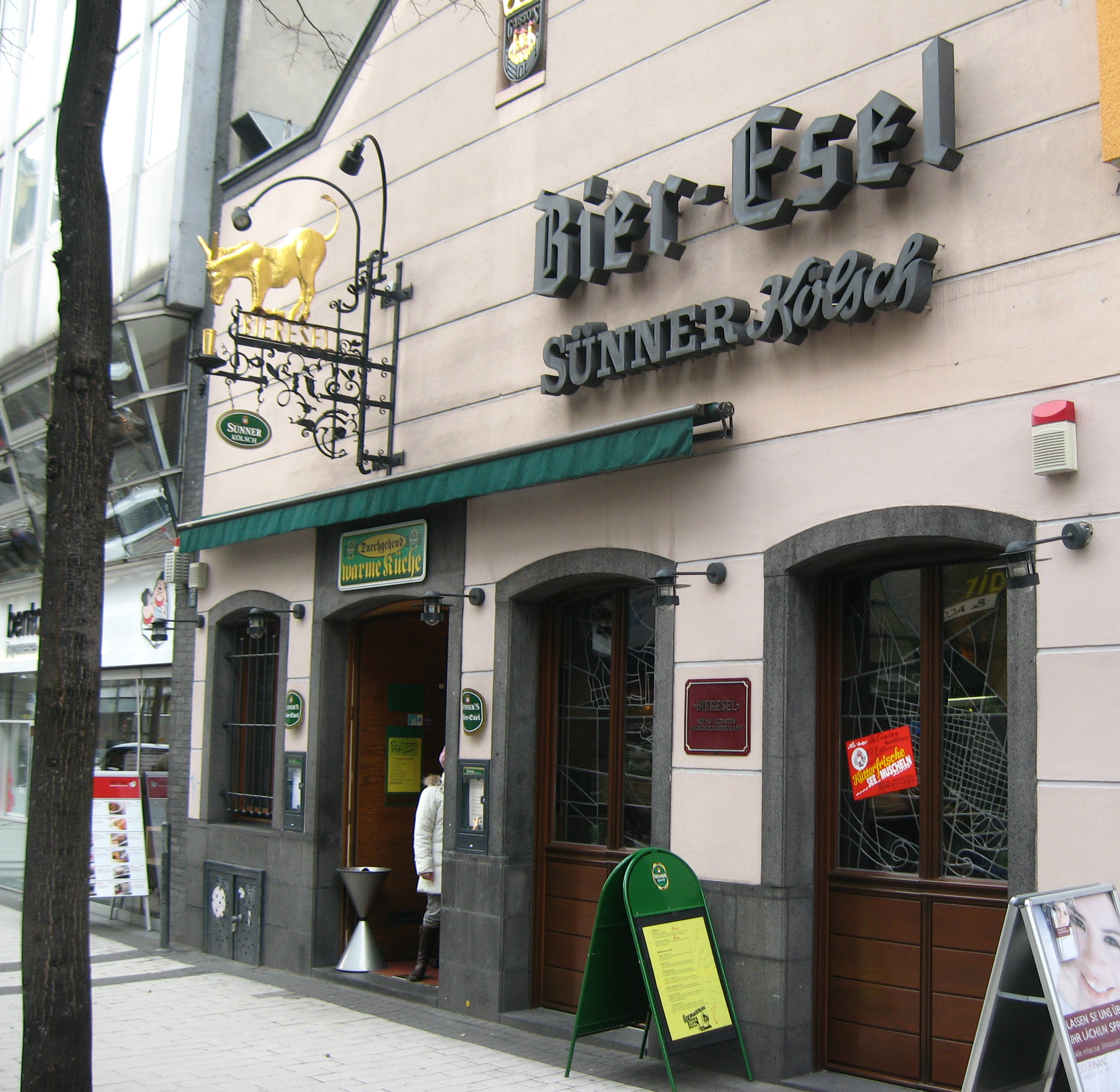
Breite Straße 114 – Gasthaus „Bier-Esel“
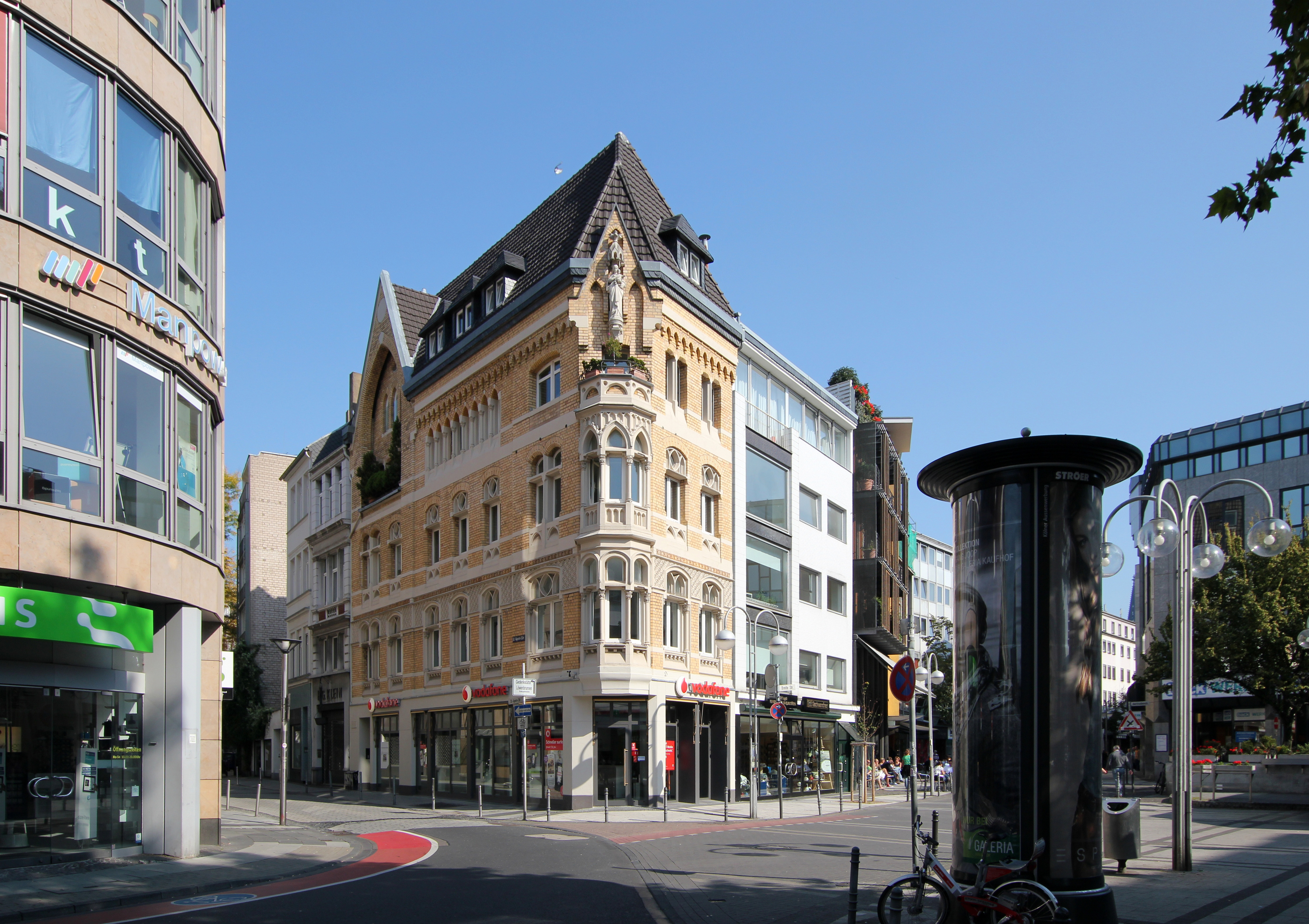
Breite Straße 132 (September 2011)
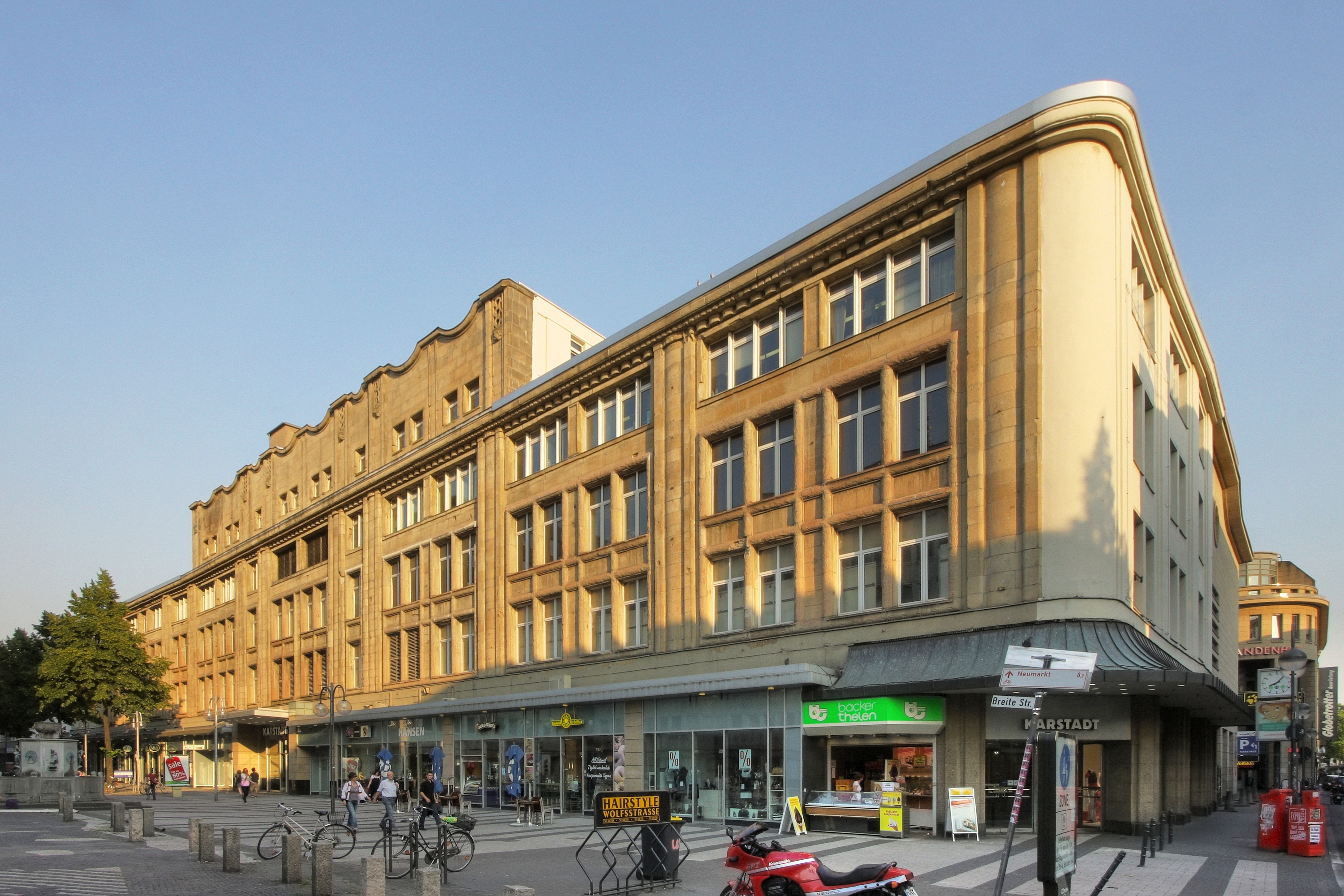
Breite Straße 103–135 – Karstadt (Juni 2010)

Um 1902 erbaute Hermann Eberhard Pflaume in Nr. 21 das Geschäftshaus Büscher, 1906 zog DuMont mit der Kölnischen Zeitung in das von Heinrich Müller-Erkelenz errichtete Verwaltungsgebäude Ecke Neue Langgasse 3 (heute Neven-DuMont-Straße). Ab 1911 begann der Durchbruch für die Zeppelinstraße, die einen direkten Zugang zum Neumarkt ermöglichte. Der Durchbruch ließ ein vollkommen neues Geschäftshausviertel entstehen, dessen Eckbebauung an der Breite Straße die Blockbebauung „Olivandenhof“ von Hermann Eberhard Pflaume (Zeppelinstraße 9) und gegenüber das Kaufhaus Carl Peters darstellte.
In der Breite Straße befanden sich die Kinos Modernes Theater (Nr. 21; am 31. Oktober 1912 mit 1.400 Plätzen eröffnet) und die Agrippina-Lichtspiele an der Stelle des Geyr‘schen Palais (Nr. 92–98; 1913). Letzteres lag in einem Gebäude, das im Auftrag der namensgebenden Agrippina-Versicherung AG errichtet wurde. Die Agrippina-Lichtspiele waren sehr beliebt und galten als auf künstlerisch auf höchster Stufe stehend. Ausgerechnet im direkten Nachbargebäude Breite Straße 90 wurde seit November 1921 ein weiteres Kino geplant, das die Zuschauerkapazität von 925 Plätzen der Agrippina-Lichtspiele noch überbieten sollte. Es handelte sich um die Schauburg, die am 12. April 1922 mit 1.868 Sitzplätzen in der Breite Straße 90 eröffnete; sie war damit seinerzeit das größte Kino Deutschlands.
1927 wurde beim Neubau eines Hauses an der Ecke Richmodstraße und Breite Straße ein Mithrasheiligtum angeschnitten, Mauerreste deuten auf ein Mithräum hin. Bombenangriffe zerstörten am 27. September 1944 unter anderem das Kolpinghaus, worin Generalpräses Theodor Hürth ums Leben kam. In Nr. 161–167 errichtete 1950 der Architekt Hermann von Berg für die Kölnische Rückversicherung das „Mevissenhaus“. Im Juli 1960 übernahm Karstadt das im November 1945 provisorisch wieder aufgebaute Kaufhaus Carl Peters, die ursprüngliche Werkstein-Fassade ist nur noch an der Frontseite der Breite Straße erhalten. Nach umfangreichen Modernisierungsarbeiten eröffnete die Karstadt-Filiale am 29. Oktober 1963. Gegenüber in Nr. 92–98 baute der WDR zwischen 1965 und 1967 „Haus Berlich“, in welchem das WDR-Gebäudemanagement untergebracht ist. Durch den Bau der Nord-Süd-Fahrt (Abschnitt Tunisstraße) in Höhe der Breite Straße im März 1964 wurde deren kleiner Anfangsabschnitt vom Rest getrennt.
Während der Geiselnahme von Gladbeck erreichten die Geiselnehmer am 18. August 1988 gegen 10:53 Uhr die Breite Straße und hielten das Fluchtauto mit Geiseln in der Fußgängerzone in Höhe der früheren Schweizer Ladenstadt an, wo es von Passanten und Journalisten umlagert wurde. Gegen 12:00 Uhr begann die letzte Etappe der Geiselnahme durch die Abfahrt auf die A 3.

## Weitere Gebäude und Sehenswürdigkeiten
Auf der Breite Straße 132 steht noch das gut erhaltene Wohn- und Geschäftshaus aus 1878, dessen von zwei überhöhten, spitzen Giebeln markierter Baukörper durch Gliederungen in Werkstein und Backsteinverbänden gekennzeichnet ist. Einziger großflächiger Anbieter mit 27.000 m² Verkaufsfläche auf 6 Etagen ist Karstadt („Premium-Karstadt“; Nr. 103–135), ansonsten gibt es kleine Einzelhandelsgeschäfte mit dem Schwerpunkt auf Outdoor-Bekleidung. Die Opern Passagen in Nr. 29 / Schwertnergasse 1 eröffneten am 17. Oktober 1964, die WDR Arkaden in Nr. 6–26 am 22. Oktober 1996. In Nr. 70–72 lag das „Pressehaus“ DuMont Schauberg bis zum Umzug im April 1998 auf die Amsterdamer Straße 192, das verbliebene „studio dumont“ gehört nunmehr zur Ladenpassage DuMont Carrée in Nr. 80–90. Das mit einem Aufwand von 150 Millionen Euro Baukosten errichtete DuMont Carrée eröffnete am 25. Oktober 2001; auf einer Verkaufsfläche von 19.100 m² gibt es 46 Läden und zusätzlich auch 126 Wohnungen. Theo Heiermann entwarf 1986 den kunstvollen DuMont-Brunnen auf dem Hans-Hartmann-Platz in Höhe Nr. 90. Kölns ältestes und größtes Muschelrestaurant „Bier-Esel“ in Nr. 114 fasst 180 Personen. Am 1. März 1912 übernahm Fritz Austermühle das Lokal, der mit der Spezialisierung auf frische Miesmuscheln den heutigen gastronomischen Ruf begründete. Der kleine Platz am Übergang in die Ehrenstraße heißt seit dem 8. Oktober 2013 Willy-Millowitsch-Platz, das Willy-Millowitsch-Denkmal wurde vom Eisenmarkt hierhin verlegt und am 25. April 2014 enthüllt.

## Lage und Bedeutung
Die 660 Meter lange Breite Straße verbindet über die 407 Meter lange Ehrenstraße die Nord-Süd-Fahrt mit den Kölner Ringen. Die Breite Straße ist eine wichtige Einkaufszone Kölns und durchgehend Fußgängerzone bis zum Willy-Millowitsch-Platz. Hier beginnt in Richtung Westen die Ehrenstraße, benannt nach der in Höhe des Hohenstaufenrings gelegenen ehemaligen Ehrenpforte. Die Zeppelinstraße stellt über die Richmodstraße eine direkte Verbindung zum Neumarkt her. Wichtige Straßenkreuzungen sind Neven-DuMont-Straße/Neue Langgasse, Richmodstraße/Auf dem Berlich und Apostelnstraße/Albertusstraße. Die Breite Straße wird von der Stadtbahn Köln durch den U-Bahnhof Appellhofplatz bedient.

## Sprachliches
Die Breite Straße wird, genau wie der Alter Markt, die Hohe Pforte oder die Hohe Straße, entgegen den Sprachgewohnheiten nicht flektiert. Ausgesprochen wird der Straßenname mit Betonung auf „Breite“. Im Kölschen heißt die Straße Breitstroß.